# قضاء رداع
قضاء رداع أحد أقضية اليمن، وكان يتبع لواء صنعاء في العهد العثماني وأيضاً في المملكة المتوكلية اليمنية التي تأسست في 1918 حيث كان اللواء هو التقسيم الرئيسي ويندرج تحته عدد من الأقضية، ويشمل كل قضاء عدة مخاليف وفي عهد المملكة المتوكلية اليمنية دمجت بعض المخاليف في تقسيم جديد عرف بالنواحي، وأستمر العمل بهذا التقسيم الأداري حتى بعد قيام ثورة 26 سبتمبر وقيام الجمهورية العربية اليمنية مع بعض التعديلات بين الحين والآخر.

## تاريخ
كان قضاء رداع منطقة كبيرة في العهد الإسلامي والعثماني ويضم عدة مخاليف وهي مخلاف بني عامر (في مديرية صباح)، ومخلاف الرياشية (مديرية الرياشية) ومخلاف العرش (مديرية العرش)، ومخلاف قيفة (مديرية ولد ربيع)، ومخلاف ردمان و[[مخلاف الحبيشية التابع لمديرية دمت 

### الأئمة
كان «قضاء رداع» يشكل نصف مساحة ما يعرف حالياً بمحافظة البيضاء،  وفي 1357 هـ / 1938م سلخ الإمام يحيى حميد الدين من قضاء رداع «مخلاف الحبيشية» وجعلهما ناحية مركزها دمت، وذلك بعد أن أضاف إليهما عزلتا «أزال» و«البكرة» من مخلاف عمار، وعزلة «منقير» وعزلة «مكنة» من مخلاف العود، وأضافها إلى لواء إب (حالياً محافظة إب)، وفي عهد الإمام أحمد جعل من البيضاء مركز لواء بعد أن ضم إليها «قضاء رداع» بناحيتيه (جبن - السوادية).

### الجمهورية
أستمر العمل ب«الأقضية» بعد قيام الجمهورية العربية اليمنية وحتى فترة الرئيس إبراهيم الحمدي.
خلال فترة الرئيس عبد الرحمن الإرياني كان «قضاء رداع» يتبع «محافظة ذمار»، وفي الفترة (1971 - 1972م) كان عبد الملك السياني القائم على أمن «قضاء رداع».
بعد فترة غير معروفة أصبحت كل تلك المخاليف في مديرية واحدة بأسم «مديرية رداع»، وبعد قيام الوحدة اليمنية في 1990، وبقرار جمهوري في 1998 أصبحت «رداع» إحدى مديريات محافظة البيضاء الإحدى عشر، ولاحقاً قسمت مديرية رداع إلى سبع مديريات كالتالي:
| - مديرية رداع - مديرية القريشية - مديرية الشرية - مديرية ولد ربيع | - مديرية العرش - مديرية صباح - مديرية الرياشية |